# Підчерниця
Підчерниця — (біл. вёска Подчерніца), село (веска) в складі Логойського району розташоване в Мінській області Білорусі, підпорядковане Околовській сільській раді.
Село Підчерниця розташоване в центральних районах Білорусі, в північній частині Мінської області - орієнтовне розташування [Архівовано 11 червня 2020 у Wayback Machine.].